# جشنواره موسیقی سانرمو
جشنواره موسیقی سان‌رمو، با نام رسمی جشنواره آواز ایتالیایی (به ایتالیایی: Festival della canzone italiana) که معمولاً فقط با عنوان فستیوال سان‌رمو (تلفظ ایتالیایی: [sanˈremo]) شناخته می شود، محبوب ترین مسابقه آوازخوانی و مراسم اهدای جوایز است ایتالیایی است که هرساله در شهر سانرمو در ایالت لیگوریا برگزار میگردد.

این فستیوال دیرینه‌ترین مسابقه سالانه موسیقی تلویزیونی در جهان در سطح ملی است که هنوز برگزار می‌شود و همچنین مبنا و الهام‌بخش مسابقه سالانه آهنگ یوروویژن است.
برخلاف جوایز دیگر در ایتالیا، جشنواره موسیقی سان‌رمو رقابتی برای آهنگ‌های جدید است، نه جایزه‌ای برای موفقیت‌های قبلی.